# Keidas
Keidas är en ö i Finland. Den ligger i sjön Päijänne och i kommunen Kuhmois i landskapet Mellersta Finland, i den södra delen av landet, 150 km norr om huvudstaden Helsingfors. Öns area är 2,7 hektar och dess största längd är 270 meter i nord-sydlig riktning.